# Creoxylus hagani
Creoxylus hagani är en insektsart som beskrevs av Ludwig Redtenbacher 1906. Creoxylus hagani ingår i släktet Creoxylus och familjen Pseudophasmatidae. Inga underarter finns listade i Catalogue of Life.